# Kleinblittersdorf
Kleinblittersdorf település Németországban, azon belül Saar-vidék tartományban. Lakosainak száma 10 786 fő (2023. december 31.).

## Népesség
A település népességének változása:
| Lakosok száma | 12 770 | 10 984 | 10 885 | 10 707 | 10 747 | 10 786 |
|               | 1975   | 2017   | 2019   | 2021   | 2022   | 2023   |